# 第160步兵師 (德國國防軍)
德國國防軍陸軍第160步兵師（德語：160. Infanterie-Division）是納粹德國國防軍陸軍的一個步兵師。該師於1939年8月在汉堡組建。
該師組建時，稱為第10後備部隊指揮官（德語：Kommandeur der Ersatztruppen X），同年10月改編為第10/1後備部隊指揮官（德語：Kommandeur der Ersatztruppen X/I），同年11月改編為第160師（德語：160. Division），同年12月改編為160號師（德語：Division Nr. 160）。
1943年11月，該師改編為第160後備師（德語：160. Reserve-Division）。
1945年3月，該師改編為第160步兵師。
該師最後於1945年5月德國投降後解散。

## 註腳
1. ↑  Mitcham（2007年）